# Aulacodes purpurealis
Aulacodes purpurealis is een vlinder uit de familie van de grasmotten (Crambidae), uit de onderfamilie van de Acentropinae. De wetenschappelijke naam van deze soort is voor het eerst gepubliceerd in 1907 door George Hamilton Kenrick.
De soort komt voor in Papoea-Nieuw-Guinea.